# 渝州上龙属
渝州上龍（屬名：Yuzhoupliosaurus）是蛇頸龍目的一屬，生存於侏儸紀中期。渝州上龍的化石通常是在中國發現，包含一個下頜、一個脊椎骨、以及一個胸帶的碎片。渝州上龍被認為生存於淡水區域。

## 詞源
渝州上龍是以首次發現化石的地區，重慶市的舊名渝洲為名。而屬名的第二部份Pliosaurus在希臘文意為「有鰭的蜥蜴」。

## 敘述
古生物學家認為渝州上龍的身長接近4公尺。渝州上龍的下頜擁有5對大型牙齒，以及23或24對較小型牙齒。牠們的頸椎短，頸部前部肋骨是雙頭，而後部肋骨則是單頭。鳥喙骨延長，鎖骨發展良好。